# Reinhard Selten
Reinhard Justus Reginald Selten (Breslavia, 5 ottobre 1930 – Poznań, 23 agosto 2016) è stato un economista ed esperantista tedesco, vincitore del premio Nobel per l'economia nel 1994.

## Biografia
Reinhard Selten nasce a Breslavia nella Provincia della Bassa Slesia, ora Polonia, da padre ebreo, Adolf Selten (venditore di libri cieco; d. 1942), e madre protestante, Käthe Luther. Reinhard Selten è stato cresciuto nella dottrina protestante.
Dopo un breve esilio familiare in Sassonia e Austria, Selten torna nell'Assia, in Germania, dopo la guerra e, durante le scuole superiori, legge un articolo della rivista Fortune sulla teoria dei giochi dello scrittore John D. MacDonald. In seguito ricorda di essersi "occupato la mente con problemi di algebra e geometria elementare" mentre andava avanti e indietro da scuola. Studia matematica all'Università Goethe di Francoforte nella quale si laurea nel 1957. Poi lavora come assistente scientifico di Heinz Sauermann fino al 1967. Nel 1959, sposa Elisabeth Langreiner senza figli. Nel 1961, riceve il dottorato a Francoforte in matematica con una tesi sulla valutazione dei giochi a n-persone.
Ricopre l'incarico di visiting professor a Berkeley e insegna dal 1969 al 1972 alla Libera Università di Berlino e, dal 1972 al 1984, all'Università di Bielefeld. In seguito accetta la cattedra all'Università di Bonn. Lì crea il BonnEconLab, un laboratorio di ricerca economica sperimentale, dove rimane attivo anche dopo il suo pensionamento.
È stato professore emerito all'Università di Bonn, Germania, ed ha ottenuto diversi dottorati onorari. È stato un attivo Esperantista dal 1959 tanto che fu grazie al movimento esperantista che incontrò sua moglie. È stato membro e co-fondatore dell'Accademia internazionale delle scienze San Marino.
È stato il principale candidato per l'ala tedesca di Europa Democrazia Esperanto per le elezioni del Parlamento Europeo del 2009 in Germania.

## Lavoro
Per il suo lavoro sulla teoria dei giochi, insieme a John Harsanyi e John Nash, ha vinto il premio Nobel per l'economia nel 1994 per «l'analisi pionieristica degli equilibri nella teoria dei giochi non cooperativi».
È conosciuto anche per il suo lavoro sulla razionalità limitata, ed è considerato uno dei padri fondatori dell'economia sperimentale. Con Gerd Gigerenzer ha scritto il libro Bounded Rationality: The Adaptive Toolbox (2001). Ha sviluppato un esempio di gioco chiamato Il cavallo di Selten a causa della sua ampia rappresentazione della forma. Il suo ultimo lavoro è stato "Impulse Balance Theory and its Extension by an Additional Criterion".
È noto per le sue pubblicazioni su riviste non referenziate per evitare di essere costretto a apportare modifiche indesiderate al suo lavoro.
Professore emerito all'Università di Bonn, Selten è stato anche un attivo esperantista; durante il Congresso Universale di Esperanto del 1999, tenutosi a Berlino, ha ricoperto la carica di rettore presso l'Università Internazionale del Congresso.

## Pubblicazioni
- Preispolitik der Mehrproduktenunternehmung in der statischen Theorie, Berlin-Heidelberg-New York: Springer-Verlag, 1970, ISBN 978-3-642-48888-7 - in tedesco.
- General equilibrium with price-making firms, con Thomas A. Marschak, Berlino, New York, Springer-Verlag, 1974, ISBN 978-3-662-07369-8 - in inglese.
- A General Theory of Equilibrium Selection in Games, con John C. Harsanyi, Cambridge, Mass., MIT Press, 1988, ISBN 978-0-262-08173-3 in inglese.
- Models of Strategic Rationality, Theory and Decision Library, Dordrecht-Boston-London: Kluwer Academic Publishers, 1988, ISBN 978-9-401-57774-8 - in inglese.
- Game Equilibrium Models IV, Berlino, New York, Springer Verlag, 1991, ISBN 978-3-662-07369-8 in inglese.
- Rational Interaction - Essays in Honor of John C. Harsanyi, Berlin, New York, Springer-Verlag, 1992, ISBN 978-3-642-08136-1 in inglese.
- Enkonduko en la Teorion de Lingvaj Ludoj – Ĉu mi lernu Esperanton? (con Jonathan Pool), Berlin-Paderborn: Akademia Libroservo, Institut für Kybernetik, 1995, ISBN 978-3-929-85303-2 – in Esperanto
- Game Theory and Economic Behaviour: Selected Essays, Cheltenham, England; Northampton, Mass., Edward Elgar, 1999, ISBN 978-1-858-98872-6 in inglese.
- Bounded rationality: The adaptive toolbox Gigerenzer, G., & Selten, R., Cambridge, Mass., MIT Press., 2001, ISBN 9780262273817 in inglese.
- Impulse Balance Theory and its Extension by an Additional Criterion BoD., 2015, ISBN 3739251476 in inglese.